# Leapy Lee
Leapy Lee (auch bekannt als Lee Graham) (* 2. Juli 1939 als Graham Pulleyblank in Eastbourne, England) ist ein britischer Sänger. Er wurde 1968 durch den Song Little Arrows bekannt.

## Biografie
Little Arrows war der erste große Hit, den der damals noch unbekannte Albert Hammond komponierte. Der Text stammt von Mike Hazlewood. Mit dem Stück erreichte Lee 1968 in Deutschland Platz 26 der Jahreshitparade und Platz 5 der deutschen Singles-Charts. Noch erfolgreicher war der Titel in Großbritannien, wo die Single bis auf Platz 2 kam. In den USA notierte die Single auf Platz 16. Für Little Arrows erhielt Leapy Lee eine Goldene Schallplatte.
Lees Folgesingle Good Morning erreichte eine Top-30-Notierung in den britischen Charts; danach war seine Karriere beendet. Er lebt auf Mallorca.